# Khoa
Khoa (ou khoya) é um derivado do leite, feito de leite integral em pó ou evaporado, aquecidos em uma panela aberta.
Similar à ricota, mas com menos umidade e feito com leite integral ao invés de soro de leite.
Existem três tipos de khoa - batti, chickna e daan-e-daar.
- Batti significa "rocha", tem 50% de umidade e é o mais duro dos três. Pode ser curado por anos, durante os quais desenvolve um aroma único e uma superfície externa mofada.
- Chickna ("escorregadio") tem umidade de 80%
- Daan-e-daar, o leite é coalhado com um ácido durante a fervura, tem uma umidade moderada

Diferentes tipos de khoa são usados em diferentes pratos.

## Usos
O khoa é usado em vários tipos de doces:
- Pedha (penda em Gujarati) é o khoa adoçado em formato de bolas ou discos finos, com temperos como açafrão e/ou cardamomo.
- Gulab Jamun também uma bola doce feita de khoa e então frita e embebida em água de rosas com sabor de açúcar ou xarope de mel. Muito popular na culinária asiática.
- Barfi (ou burfi) também é temperado, mas não somente leva khoa. Geralmente, usa-se frutas em pedaços pequenos ou raspas de coco, que são cozidas lentamente até que a umidade evapore o suficiente para dar consistência endurecida. Daí corta-se esta massa em retângulos, paralelogramos ou em formato de diamante.
- Halwa é uma massa endurecida feita de khoa.